# Нове Місто (Вроцлав)

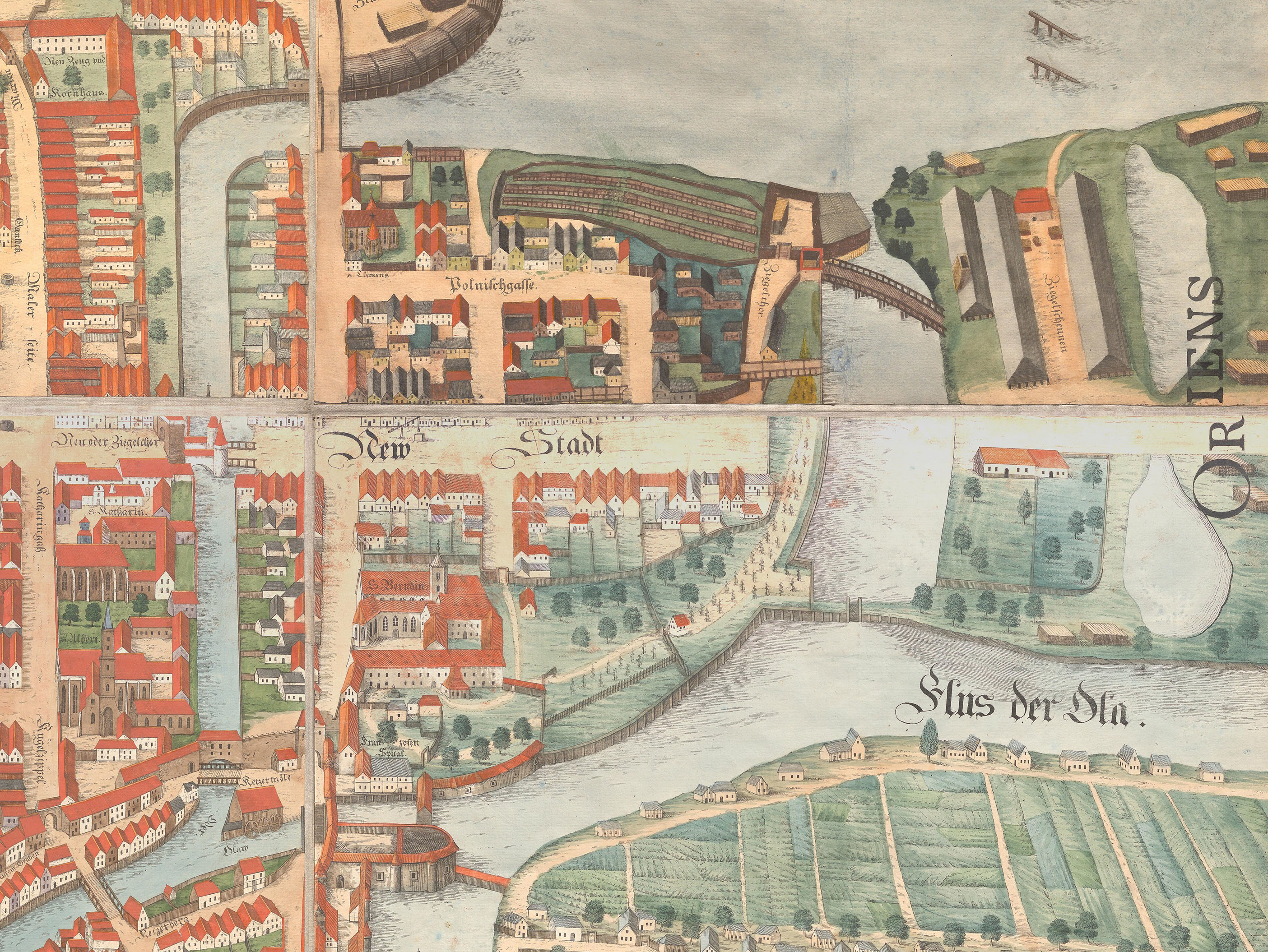
Аксонометричний план Вроцлава 1562 року, копія Парча 1826 року.

Нове Місто — місто, розташоване в безпосередній близькості від Вроцлава (нинішнє Старе місто) і включене до нього адміністративно в 1327 році. З 1263 року діяло магдебурзьке право.
Нове Місто було розташоване на схід від міських стін, навпроти Тумського Острува. З Вроцлавом воно було зв'язане через Нові ворота. Головною вулицею Нового міста була вул. Шерока (Breite Gasse), сьогоднішня вул. Пуркіні (ulica Jana Ewangelisty Purkyniego). Місто, ймовірно, мало власну ратушу, розташовану на західній стороні сьогоднішньої Польської площі. Парафією Нового міста була церква Святого Духа, пов'язана зі шпиталем і монастирем августинців. На початку 15 століття заснована церква св. Клеменса (закрито в 1773 р.) та новий парафіяльний цвинтар. У 1453—1517 роках на південній околиці Нового міста був побудований бернардинський монастир.
Більшість будівель у Новому місті були зруйновані під час Другої світової війни. Частина території залишається неосвоєною. У збереженому кварталі будівель зараз Академія образотворчих мистецтв і готель, а Музей архітектури розташований у постбернардинському комплексі.

## Галерея

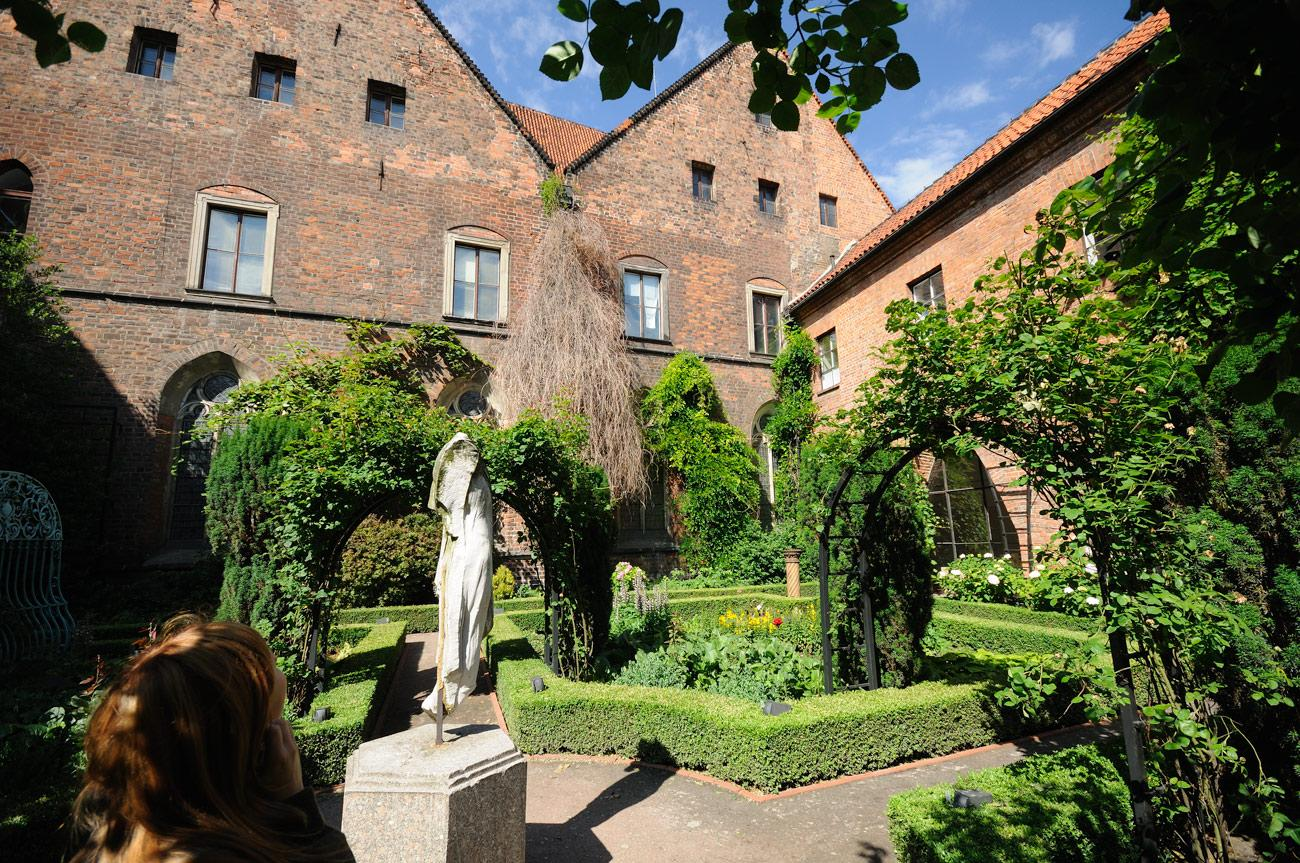
Музей архітектури у Вроцлаві
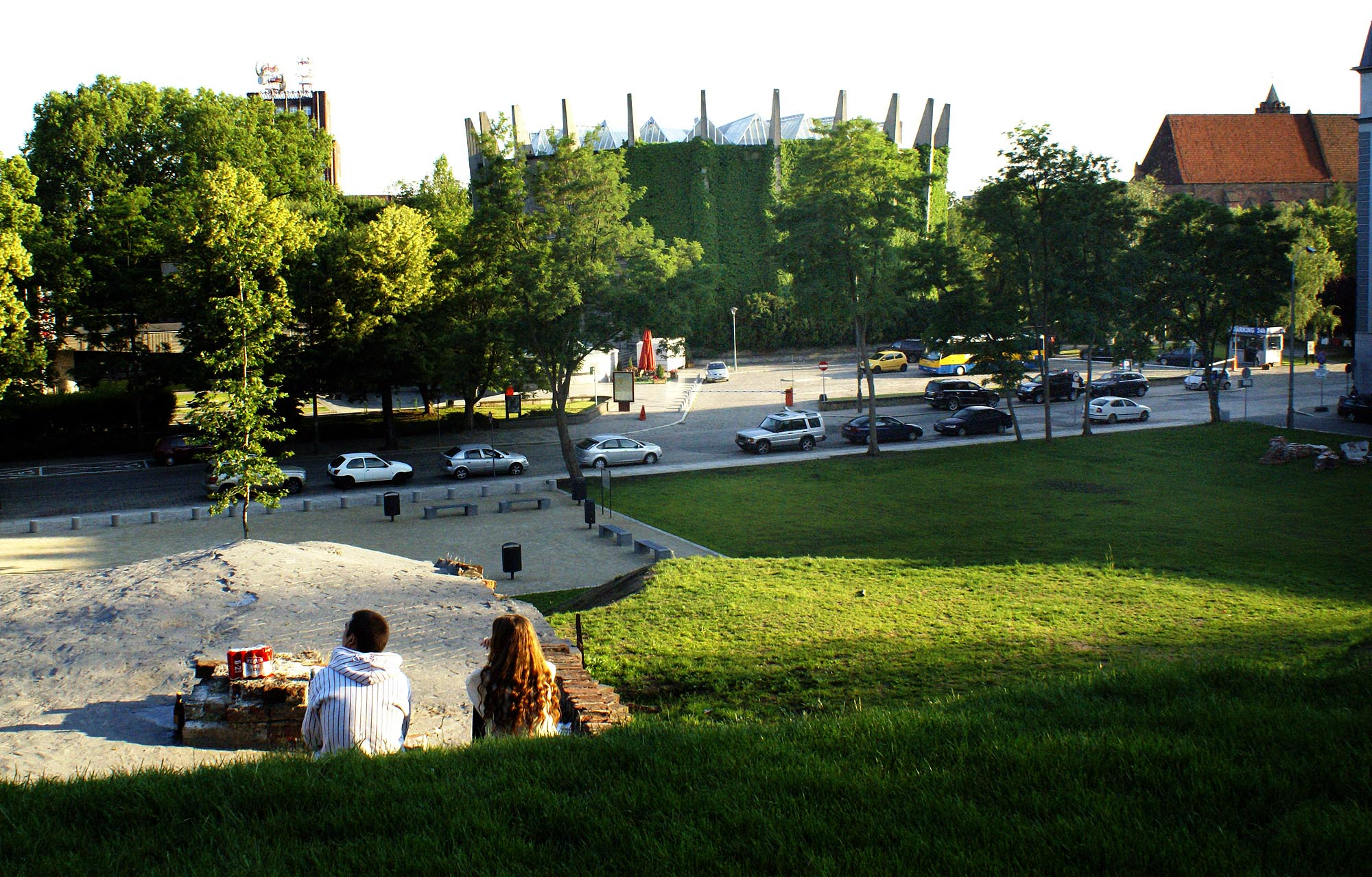
Панорама Рацлавицької битви
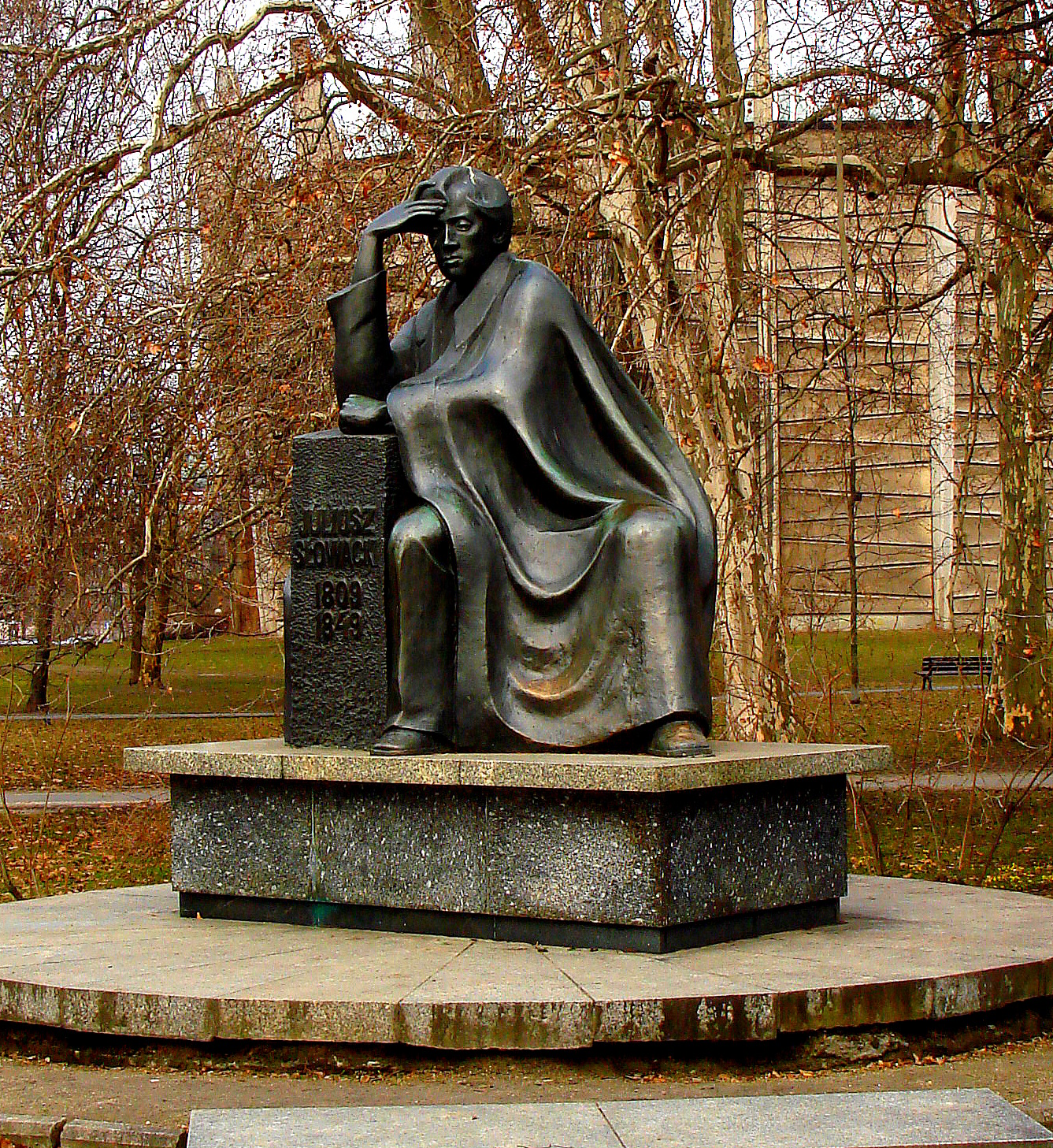
Словацький парк
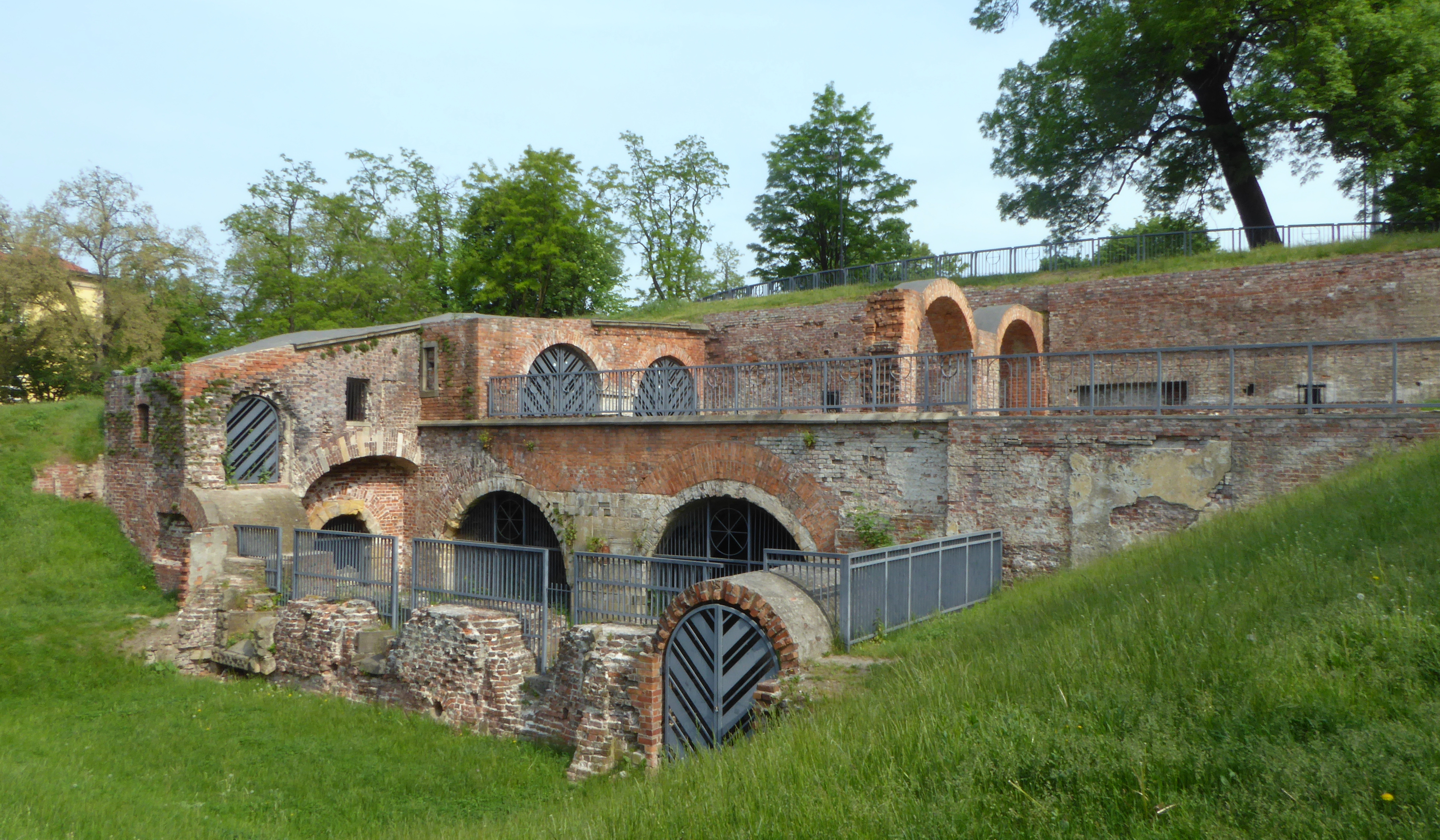
Цегларський бастіон